# Julian Rotter
Julian B. Rotter, född 1916, död 2014, var en amerikansk psykolog, känd för sin teori om kontrollfokus. Han var professor vid University of Connecticut.
Julian Rotter, som myntade begreppet kontrollfokus, har ställt upp kriterier för att skilja ett inre kontrollfokus från ett externt kontrollfokus. Han skilde dock inte mellan kontrollfokus på positiva och negativa händelser, vilket Martin Seligman gjorde med sin term attributionsstil. Sådant kontrollfokus kan ha betydelse för en eventuell utveckling av inlärd hjälplöshet.